# Llista de monuments de Sort
Llista de monuments de Sort inclosos en l'Inventari del Patrimoni Arquitectònic Català per al municipi de Sort (Pallars Sobirà). Inclou els inscrits en el Registre de Béns Culturals d'Interès Nacional (BCIN) amb la classificació de monuments històrics, els Béns Culturals d'Interès Local (BCIL) de caràcter immoble i la resta de béns arquitectònics integrants del patrimoni cultural català.
| Monument                                                            | Protecció    | Estil/època                        | Localització                                          | Coordenades                                          | Codi?         | Imatge |
| ------------------------------------------------------------------- | ------------ | ---------------------------------- | ----------------------------------------------------- | ---------------------------------------------------- | ------------- | --- |
| Castell de Sort                                                     | BCIN 1579-MH | Romànic, gòtic XI-XV               | Sort                                                  | 42° 24′ 45″ N, 1° 07′ 47″ E / 42.412373°N,1.129826°E | RI-51-0006489 | Castell de Sort · Vegeu més fotos d'aquest monument · Carregueu una nova foto d'aquest monument                                              |
| Església de Santa Maria de la Purificació, Mare Déu de la Candelera | BCIL 2002    | Obra popular Medieval              | Sort Olp                                              | 42° 25′ 49″ N, 1° 06′ 53″ E / 42.430199°N,1.114718°E | IPA-20886     | Església de Santa Maria de la Purificació (Sort) · Vegeu més fotos d'aquest monument · Carregueu una nova foto d'aquest monument             |
| Església parroquial de Sant Feliu                                   | BCIL 2001    | Obra popular, barroc XVIII         | Sort Pl. de l'Església                                | 42° 24′ 40″ N, 1° 07′ 46″ E / 42.411150°N,1.129334°E | IPA-21030     | Església parroquial de Sant Feliu (Sort) · Vegeu més fotos d'aquest monument · Carregueu una nova foto d'aquest monument                     |
| Capella de Sant Cosme i Sant Damià                                  | BCIL 2001    | Obra popular                       | Sort                                                  | 42° 24′ 45″ N, 1° 07′ 54″ E / 42.412605°N,1.131545°E | IPA-21031     | Carregueu una nova foto d'aquest monument |
| Casa del General Josep de Moragues o Casa Gayó                      |              | Obra popular XVII                  | Sort C. Major                                         | 42° 24′ 44″ N, 1° 07′ 51″ E / 42.412098°N,1.130849°E | IPA-25614     | Casa del General Josep de Moragues (Sort) · Vegeu més fotos d'aquest monument · Carregueu una nova foto d'aquest monument                    |
| Torre Emiliana                                                      |              | Modernisme XIX                     | Sort Av. Comtes del Pallars, 43                       | 42° 24′ 44″ N, 1° 07′ 54″ E / 42.412249°N,1.131531°E | IPA-25615     | Torre Emiliana (Sort) · Vegeu més fotos d'aquest monument · Carregueu una nova foto d'aquest monument                                        |
| Can Misseret o del Feliciano                                        |              | Historicisme XIX                   | Sort Pl. Major                                        | 42° 24′ 41″ N, 1° 07′ 47″ E / 42.411332°N,1.129687°E | IPA-25616     | Can Misseret (Sort) · Vegeu més fotos d'aquest monument · Carregueu una nova foto d'aquest monument                                          |
| Antic edifici de l'Hostal Pessets                                   |              | Modernisme XIX Final               | Sort C. Major - ctra. Pobla a Esterri                 | 42° 24′ 42″ N, 1° 07′ 50″ E / 42.411563°N,1.130616°E | IPA-25617     | Antic edifici de l'Hostal Pessets (Sort) · Vegeu més fotos d'aquest monument · Carregueu una nova foto d'aquest monument                     |
| Portal de Berrós                                                    |              | Obra popular Medieval              | Sort C. Major                                         | 42° 24′ 41″ N, 1° 07′ 48″ E / 42.411410°N,1.130043°E | IPA-25618     | Portal de Berrós (Sort) · Vegeu més fotos d'aquest monument · Carregueu una nova foto d'aquest monument                                      |
| Església parroquial de Sant Serni                                   |              | Obra popular XVIII                 | Sort Pl. de l'Església, Altron                        | 42° 27′ 02″ N, 1° 06′ 14″ E / 42.450616°N,1.103784°E | IPA-25620     | Església parroquial de Sant Serni (Sort) · Vegeu més fotos d'aquest monument · Carregueu una nova foto d'aquest monument                     |
| Torre de defensa a Altron                                           |              | Obra popular Medieval              | Sort Pl. Major, Altron                                | 42° 27′ 04″ N, 1° 06′ 13″ E / 42.450990°N,1.103558°E | IPA-25621     | Carregueu una nova foto d'aquest monument |
| Casa Sobirà                                                         |              | Obra popular Medieval              | Sort C. Major, Altron                                 | 42° 27′ 00″ N, 1° 06′ 13″ E / 42.449967°N,1.103582°E | IPA-25622     | Carregueu una nova foto d'aquest monument |
| Església parroquial de Sant Martí                                   |              | Obra popular XVIII                 | Sort Plaça, Bastida de Sort                           | 42° 25′ 32″ N, 1° 07′ 53″ E / 42.425433°N,1.131261°E | IPA-25624     | Església parroquial de Sant Martí (Sort) · Vegeu més fotos d'aquest monument · Carregueu una nova foto d'aquest monument                     |
| Arcada de l'abeurador                                               |              | Obra popular Medieval              | Sort Plaça, Bastida de Sort                           | 42° 25′ 32″ N, 1° 07′ 51″ E / 42.425622°N,1.130956°E | IPA-25625     | Arcada de l'abeurador (Sort) · Vegeu més fotos d'aquest monument · Carregueu una nova foto d'aquest monument                                 |
| Església parroquial de la Mare de Déu de Bernui                     |              | Romànic XI                         | Sort Camí d'accés a Bernui                            | 42° 26′ 54″ N, 1° 04′ 59″ E / 42.448393°N,1.083116°E | IPA-25627     | Església parroquial de la Mare de Déu de Bernui (Sort) · Vegeu més fotos d'aquest monument · Carregueu una nova foto d'aquest monument       |
| Casa Alegre                                                         |              | Obra popular XVII                  | Sort Bernui                                           | 42° 26′ 53″ N, 1° 05′ 00″ E / 42.448185°N,1.083365°E | IPA-25628     | Carregueu una nova foto d'aquest monument |
| Església de Sant Esteve                                             |              | Romànic, gòtic X-XI, XII-XIII, XV  | Sort Castellviny                                      | 42° 25′ 23″ N, 1° 07′ 00″ E / 42.422942°N,1.116758°E | IPA-25631     | Església de Sant Esteve (Sort) · Vegeu més fotos d'aquest monument · Carregueu una nova foto d'aquest monument                               |
| Església parroquial de la Mare de Déu de la Candelera               |              | Romànic, obra popular XII          | Sort Camí de Montardit, Enviny                        | 42° 24′ 03″ N, 1° 06′ 13″ E / 42.400936°N,1.103607°E | IPA-25633     | Església parroquial de la Mare de Déu de la Candelera (Sort) · Vegeu més fotos d'aquest monument · Carregueu una nova foto d'aquest monument |
| Ermita de la Mare de Déu del Soler                                  |              | Romànic, barroc XII-XVII           | Sort Prop de l'hostal Nou, sobre la carretera, Enviny | 42° 23′ 31″ N, 1° 07′ 29″ E / 42.392034°N,1.124647°E | IPA-25634     | Ermita de la Mare de Déu del Soler (Sort) · Vegeu més fotos d'aquest monument · Carregueu una nova foto d'aquest monument                    |
| Comunidor de l'església de la Mare de Déu de la Candelera           |              | Obra popular XVII-XVIII            | Sort Enviny, prop de l'Hostal Nou                     | 42° 24′ 04″ N, 1° 06′ 15″ E / 42.40102°N,1.10422°E   | IPA-25635     | Carregueu una nova foto d'aquest monument |
| Ermita de Sant Roc                                                  |              | Romànic, obra popular XI-XII       | Sort Serrat de la Pala, Enviny                        | 42° 24′ 16″ N, 1° 06′ 23″ E / 42.404557°N,1.106369°E | IPA-25636     | Carregueu una nova foto d'aquest monument |
| Casa Aités                                                          |              | Obra popular XVII, XX              | Sort Enviny                                           | 42° 24′ 07″ N, 1° 06′ 15″ E / 42.401912°N,1.104033°E | IPA-25637     | Carregueu una nova foto d'aquest monument |
| Pont del Cementiri d'Enviny                                         |              | Obra popular                       | Sort Carretera de Pujal, Enviny                       | 42° 24′ 04″ N, 1° 06′ 14″ E / 42.401103°N,1.103772°E | IPA-25638     | Pont del Cementiri d'Enviny (Sort) · Vegeu més fotos d'aquest monument · Carregueu una nova foto d'aquest monument                           |
| Capella de Santa Llúcia                                             |              | Obra popular XVIII                 | Sort Enviny                                           | 42° 24′ 06″ N, 1° 06′ 17″ E / 42.401789°N,1.104678°E | IPA-25639     | Carregueu una nova foto d'aquest monument |
| Església parroquial de Santa Coloma                                 |              | Obra popular XVIII                 | Sort Placeta de l'Església, Llarven                   | 42° 24′ 02″ N, 1° 05′ 37″ E / 42.400588°N,1.093742°E | IPA-25641     | Església parroquial de Santa Coloma (Sort) · Vegeu més fotos d'aquest monument · Carregueu una nova foto d'aquest monument                   |
| Església parroquial de Sant Pere                                    |              | Romànic, gòtic XIII-XIV            | Sort Pl. Església, Llessui                            | 42° 27′ 05″ N, 1° 04′ 25″ E / 42.451310°N,1.073748°E | IPA-25643     | Església parroquial de Sant Pere (Sort) · Vegeu més fotos d'aquest monument · Carregueu una nova foto d'aquest monument                      |
| Casa el Lel                                                         |              | Obra popular XVII                  | Sort Pl. de l'Església, Llessui                       | 42° 27′ 05″ N, 1° 04′ 24″ E / 42.451268°N,1.073312°E | IPA-25645     | Carregueu una nova foto d'aquest monument |
| Església de Sant Julià                                              |              | Romànic XII-XV, XVI                | Sort Plaça, Llessui                                   | 42° 27′ 06″ N, 1° 04′ 35″ E / 42.451797°N,1.076397°E | IPA-25646     | Església de Sant Julià (Sort) · Vegeu més fotos d'aquest monument · Carregueu una nova foto d'aquest monument                                |
| Portal casa                                                         |              | Obra popular XVII                  | Sort C. Major, Llessui                                | 42° 27′ 04″ N, 1° 04′ 24″ E / 42.451204°N,1.073259°E | IPA-25647     | Portal casa (Sort) · Vegeu més fotos d'aquest monument · Carregueu una nova foto d'aquest monument                                           |
| Portal casa 2                                                       |              | Obra popular XVII                  | Sort C. Major, Llessui                                | 42° 27′ 03″ N, 1° 04′ 22″ E / 42.450959°N,1.072659°E | IPA-25648     | Carregueu una nova foto d'aquest monument |
| Església parroquial de Santa Cecília                                |              | Obra popular XVII-XVIII            | Sort Pl. de l'Església, Montardit de Dalt             | 42° 23′ 40″ N, 1° 06′ 17″ E / 42.394354°N,1.104710°E | IPA-25650     | Església parroquial de Santa Cecília (Sort) · Vegeu més fotos d'aquest monument · Carregueu una nova foto d'aquest monument                  |
| Comunidor de l'església parroquial de Santa Cecília                 |              | Obra popular XVII                  | Sort Pl. de l'Església, Montardit de Dalt             | 42° 23′ 40″ N, 1° 06′ 18″ E / 42.394307°N,1.104912°E | IPA-25651     | Comunidor de l'església parroquial de Santa Cecília (Sort) · Vegeu més fotos d'aquest monument · Carregueu una nova foto d'aquest monument   |
| Església de Sant Esteve de Meneurí                                  |              | Romànic X-XI                       | Sort Llessui                                          | 42° 26′ 37″ N, 1° 04′ 10″ E / 42.443580°N,1.069517°E | IPA-25653     | Església de Sant Esteve de Meneurí (Sort) · Vegeu més fotos d'aquest monument · Carregueu una nova foto d'aquest monument                    |
| Portal del recinte fortificat d'Olp                                 |              | Obra popular                       | Sort                                                  |                                                      | IPA-25655     | Carregueu una nova foto d'aquest monument |
| Torre de defensa                                                    |              | Obra popular XIV                   | Sort Pl. Major, Olp                                   | 42° 25′ 48″ N, 1° 06′ 51″ E / 42.430127°N,1.114173°E | IPA-25656     | Carregueu una nova foto d'aquest monument |
| Castell d'Olp, o Força d'Olp                                        |              | Obra popular XI-XV                 | Sort Olp                                              | 42° 25′ 52″ N, 1° 06′ 48″ E / 42.431067°N,1.113348°E | IPA-25657     | Carregueu una nova foto d'aquest monument |
| Ermita de Sant Josep                                                |              | Obra popular                       | Sort Olp                                              | 42° 26′ 13″ N, 1° 07′ 20″ E / 42.437030°N,1.122139°E | IPA-25658     | Ermita de Sant Josep (Sort) · Vegeu més fotos d'aquest monument · Carregueu una nova foto d'aquest monument                                  |
| Església parroquial de Sant Pere                                    |              | Darreres tendències XX             | Sort El Pujal                                         | 42° 24′ 59″ N, 1° 06′ 37″ E / 42.416292°N,1.110194°E | IPA-25661     | Església parroquial de Sant Pere (Sort) · Vegeu més fotos d'aquest monument · Carregueu una nova foto d'aquest monument                      |
| Església Sant Pere de l'Hostal                                      |              | Obra popular                       | Sort Montardit de Baix                                | 42° 23′ 07″ N, 1° 06′ 55″ E / 42.385195°N,1.115351°E | IPA-25663     | Carregueu una nova foto d'aquest monument |
| Casa a la Plaça                                                     |              | Neoclassicisme, obra popular XVIII | Sort Plaça, Montardit de Baix                         | 42° 23′ 05″ N, 1° 06′ 57″ E / 42.384615°N,1.115964°E | IPA-25664     | Carregueu una nova foto d'aquest monument |
| Església parroquial de Sant Víctor                                  | BCIL 2016    | Obra popular XVII-XVIII            | Sort Saurí                                            | 42° 26′ 46″ N, 1° 04′ 22″ E / 42.446020°N,1.072655°E | IPA-25666     | Església parroquial de Sant Víctor (Sort) · Vegeu més fotos d'aquest monument · Carregueu una nova foto d'aquest monument                    |
| Comunidor de l'església parroquial de Sant Víctor                   |              | Obra popular XVII                  | Sort Recinte cementiri adossat església, Saurí        | 42° 26′ 45″ N, 1° 04′ 21″ E / 42.445967°N,1.072486°E | IPA-25667     | Comunidor de l'església parroquial de Sant Víctor (Sort) · Vegeu més fotos d'aquest monument · Carregueu una nova foto d'aquest monument     |
| Església de Sant Esteve de Sorre                                    |              | Romànic, obra popular XI-XVIII     | Sort C. de l'Església, Sorre                          | 42° 27′ 10″ N, 1° 05′ 51″ E / 42.452808°N,1.097595°E | IPA-25669     | Església de Sant Esteve de Sorre (Sort) · Vegeu més fotos d'aquest monument · Carregueu una nova foto d'aquest monument                      |
| Central Vella de Sort                                               | BCIL 2005    | Obra popular XX                    | Sort Ctra. Esterri d'Àneu, 2                          | 42° 25′ 01″ N, 1° 07′ 57″ E / 42.416952°N,1.132613°E | IPA-37866     | Carregueu una nova foto d'aquest monument |
| Casa Lladó                                                          |              | Darreres tendències 1995-1996      | Sort Saurí, solar de l'antiga Rectoria                | 42° 26′ 46″ N, 1° 04′ 21″ E / 42.446167°N,1.072527°E | IPA-46454     | Carregueu una nova foto d'aquest monument |
| Grup de 62 apartaments                                              |              | Darreres tendències 1976-1978      | Sort C. de Llesuí                                     | 42° 27′ 08″ N, 1° 04′ 31″ E / 42.452338°N,1.075362°E | IPA-46455     | Grup de 62 apartaments (Sort) · Vegeu més fotos d'aquest monument · Carregueu una nova foto d'aquest monument                                |